# Abrothallus bertianus
Abrothallus bertianus är en lavart som beskrevs av De Not. 1849. Abrothallus bertianus ingår i släktet Abrothallus, divisionen sporsäcksvampar och riket svampar.  Arten är reproducerande i Sverige. Inga underarter finns listade i Catalogue of Life.